# 안드레아 베즈데코바
안드레아 베즈데코바(Andrea Bezděková, 1994년 2월 8일 ~ )는 체코의 모델이다. 2016 미스 체코 우승자이며 2016 미스 유니버스에서 체코 대표로 참가했다.